# ČEZ stadion Kladno
ČEZ stadion Kladno je sportovní stadion na Kladně, kde odehrávají svoje domácí hokejové zápasy Rytíři Kladno. Jeho kapacita dosahuje 5 200 míst (z toho 1 500 k stání). V roce 2001 až 2002 proběhla rekonstrukce ledové plochy, strojovny a kotelny, od roku 2022 má novou střechu.

## Nová hala vs rekonstrukce

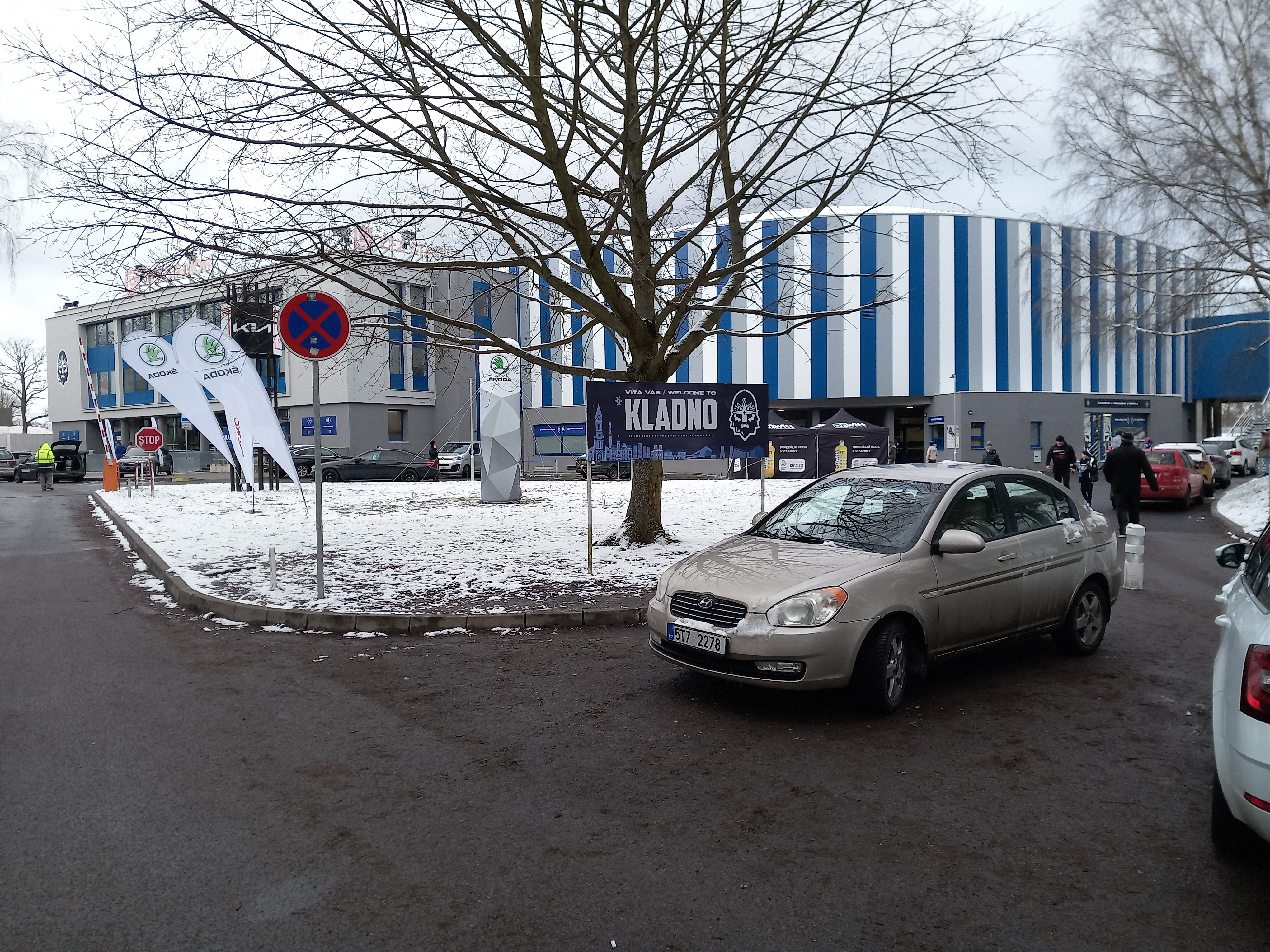
Zimní stadion z exteriéru

Na konci roku 2010 měla být postavena nová hala. Projekt „Multifunkční hala Střední Čechy - výstavní, sportovně kulturní a kongresové centrum", o který se zasazoval generální manažer kladenského hokejového klubu Otakar Černý, prezident klubu Jaromír Jágr starší (otec slavného hokejisty) ale i bývalý středočeský hejtman Petr Bendl (ODS), se ale zatím neuskutečnil.
Město Kladno neuspělo se svou žádostí u regionální rady o peníze Evropské unie na výstavbu. Po zvolení Davida Ratha (ČSSD) hejtmanem Středočeského kraje podpora z kraje skončila. Nový hejtman se nechal slyšet, že kraj nebude podporovat podobné megalomanské akce. Kladno žádalo z evropských fondů o 140 milionů korun, celkové náklady na výstavbu haly měly přesáhnout miliardu. Kapacita nové haly měla být 7 000 lidí (pro sport) a asi 8 000 na kulturní akce.
Z tohoto důvodu jsou nyní možné tyto varianty:
- Rekonstrukce a zvýšení kapacity stávajícího Městského zimního stadionu
- Přepracování projektu a podání nové žádosti
- Vyhledání soukromého investora

V roce 2012 došlo k přejmenování na ČEZ stadion. V roce 2013 začala rozsáhlá rekonstrukce zimního stadionu s rozpočtem 300 milionů korun. V letech 2021–2022 proběhla celková rekonstrukce střechy a domácí hráli zápasy v Chomutovské Rocknet aréně.